# Zia Mian
Zia Mian ist ein pakistanischer Physiker und Friedensforscher. Er ist einer der Leiter des Programms für Wissenschaft und globale Sicherheit der Princeton University und Projektleiter des Programms zu Frieden und Sicherheit in Südasien.

## Leben
Mian wurde in Pakistan geboren. Er studierte an der University of London (Abschluss 1982) und an der University of Newcastle  upon Tyne (master in geophysics and planetary science, 1983), wo er 1991 auch promoviert wurde. Er arbeitete als Physiker im Vereinigten Königreich, in Pakistan (unter anderem an der Quaid-i-Azam Universität in Islamabad) und in den Vereinigten Staaten zu Atomwaffenfragen. Er war dabei stets vom Kampf der Campaign for Nuclear Disarmament als breit angelegte progressive soziale Bewegung inspiriert, welche die Sache der nuklearen Abrüstung vorantreibt. Seit 1997 ist er an der Princeton University.

## Wirken
Mians Forschungsinteressen umfassen Fragen der nuklearen Rüstungskontrolle, der Nichtverbreitung und Abrüstung sowie des internationalen Friedens und der Sicherheit. Er ist Autor zahlreicher wissenschaftlicher Fachartikel. Er ist einer der Verfasser von Unmaking the Bomb (2014) und Herausgeber mehrerer Bücher. Er ist Mitherausgeber von Science & Global Security, einer internationalen Fachzeitschrift für Rüstungskontrolle, Nichtverbreitung und Abrüstung. Er ist einer der Vorsitzenden des International Panel on Fissile Materials (IPFM). Zusammen mit seinem Kollegen Pervez Hoodbhoy war Mian an zwei Dokumentarfilmen, unter anderem schrieb er das Drehbuch zu Pakistan and India Under the Nuclear Shadow (2001), dem ersten pakistanischen Dokumentarfilm über die Gefahren von Kernwaffen.

## Auszeichnungen
- Linus Pauling Legacy Award (2014) „für seine Leistungen als Wissenschaftler und als Friedensaktivist bei der Mitwirkung an den weltweiten Bemühungen um nukleare Abrüstung und für eine friedlichere Welt“[3]
- Leo Szilard Lectureship Award (2019) „für die Förderung des globalen Friedens und der nuklearen Abrüstung, insbesondere in Südasien, durch akademische Forschung, öffentliches Reden, technisches und populäres Schreiben und organisierende Bemühungen zum Verbot von Atomwaffen“[3]
- „60 Faces of CND“ (2018), britische Kampagne für nukleare Abrüstung[3]

## Werke (Auswahl)
- Zia Mian: The physical effects of residual volatiles on the evolution of the terrestrial planets. Hrsg.: University of Newcastle. 1991. (Dissertation)
- Smitu Kothari, Zia Mian (Hrsg.): Out of the Nuclear Shadow. Zed Books, London 2001, ISBN 1-84277-058-6.
- Pakistan and India Under The Nuclear Shadow. In: youtube.com. 2001 (englisch). (Dokumentarfilm)
- Z. Mian, A. H. Nayyar, R. Rajaraman, M. V. Ramana: Fissile Materials in South Asia and the Implications of the U.S.-India Nuclear Deal. In: Science and Global Security. Band 14, Nr. 2–3, 2006, S. 117–143, doi:10.1080/08929880600993022.
- M. V. Ramana, Zia Mian: One size doesn’t fit all: Social priorities and technical conflicts for small modular reactors. In: Energy Research & Social Science. Band 2, 2014, S. 115–124, doi:10.1016/j.erss.2014.04.015.
- H. A. Feiveson, A. Glaser, Z. Mian, F. N. von Hippel: Unmaking the Bomb. MIT University Press, 2014, ISBN 978-0-262-02774-8.
- T. Patton, S. Philippe, Z. Mian: Fit for Purpose: An Evolutionary Strategy for the Implementation and Verification of the Treaty on the Prohibition of Nuclear Weapons. In: Journal for Peace and Nuclear Disarmament. Band 2, Nr. 2, 2019, S. 387–409, doi:10.1080/25751654.2019.1666699.